# Яфуриты
Яфуриты — историческая секта в исламе. Их относят к шиитам и иногда называют муаммаритами. Верили в реинкарнацию и божественность человека по имени Муаммар аль-Куфи.

## Вероучение
Верили, что:
- Имамами после Мухаммада были (в хронологическом порядке): Али, Хасан, Хусейн, Зейн аль-Абидин, Мухаммад аль-Бакир, после которого они не знают имён следующих имамов за исключением только нескольких.
- У мира всегда есть имам. Тех, кто отрицает и отвергает хотя бы одного из них, считают неверующими, тех, кто признает и знает по именам всех, — верующими, тех, кто не знает имён, — ни тем и не другим.
- Муаммар аль-Куфи был богом. Они молились ему утром и вечером, а после его смерти говорили о нём то же, что христиане об Иисусе.
- В метемпсихоз. Верили, что мир вечен, а рай и ад состоят из того, что человек считает желательным (или наоборот) для себя в этом мире.
- Вино, развлечения, адюльтер и другие запрещённые в исламе вещи разрешены. Их запрет Мухаммадом яфуриты объясняли заботой о том, чтобы мусульмане совершали больше добрых дел и были защищены от негативных реинкарнаций (в рептилий, насекомых и пр.).